# Katell Gélébart

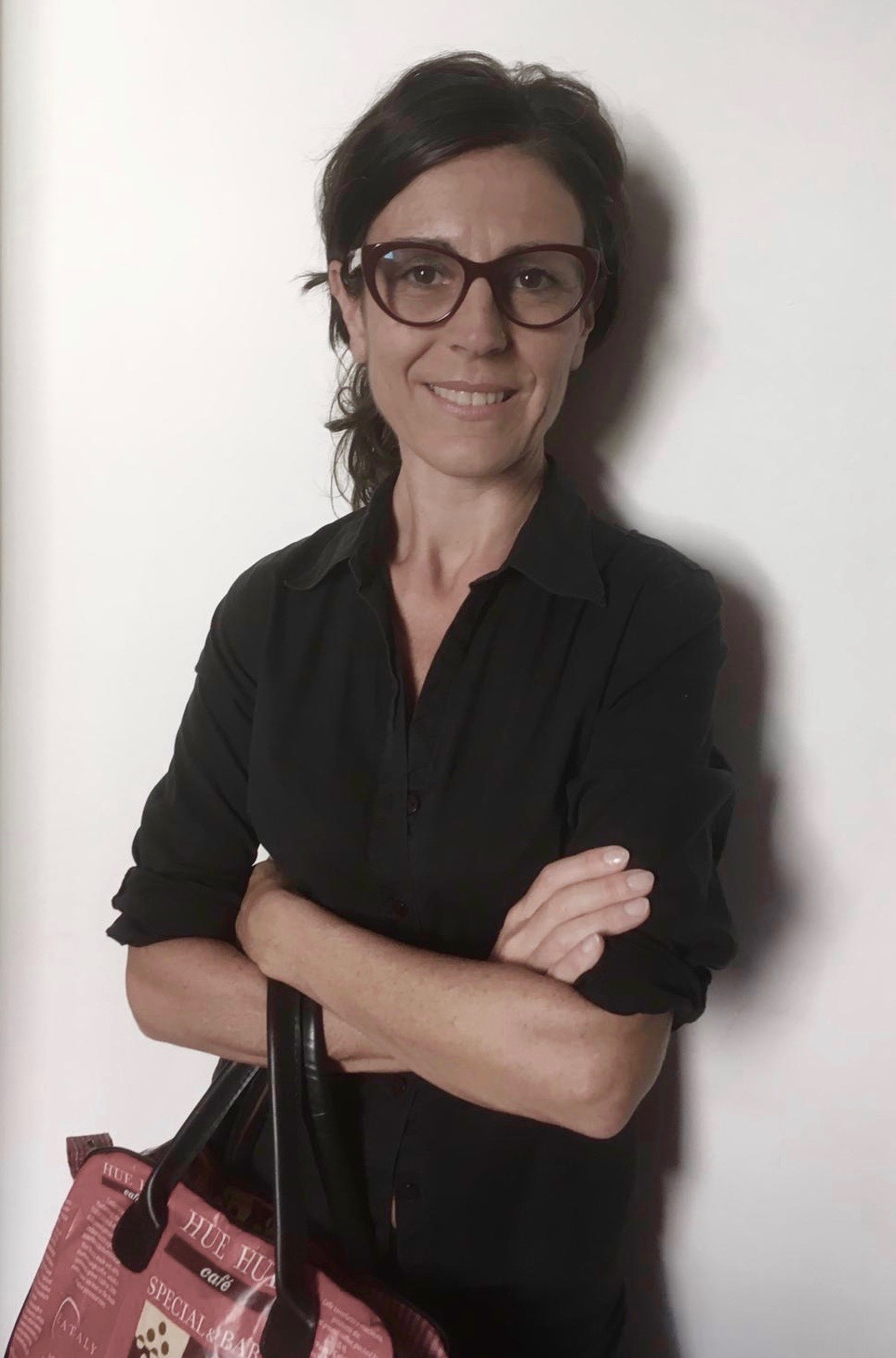
Katell Gélébart (2018)

Katell Gélébart (* 1972 in Vezin-le-Coquet, Bretagne) ist eine französische Designerin.

## Leben und Werk
Katell Gélébart stammt aus der Bretagne und führte nach der Scheidung ihrer Eltern ein rastloses Leben. Sie wurde Umweltaktivistin, Mitglied bei Robin Wood, engagierte sich bei Greenpeace und demonstrierte in Gorleben. Ihren Master of Arts machte sie in Dänisch und Kunstgeschichte an der Sorbonne und an der École du Louvre in Paris. Anschließend reiste sie durch die Welt und lebte zwischenzeitlich für sieben Jahre im indischen Puna, wo sie zur Sannyasin ausgebildet wurde, sich in Meditation übte und Schülerin des Gurus Osho wurde. Seitdem begreift sie sich als Kosmopolitin und moderne Nomadin.
1998 gründete Gélébart in Amsterdam ein Atelier mit ihrem eigenen Label „Art d'Eco“ (dt. Öko-Kunst). Dort arbeitete sie mit tschechischen Näherinnen zusammen an ihrem „Müll-Design“. Aus Frotteehandtüchern wurden Kleider, aus Postsäcken Röcke, aus Plastikverpackungen Regenmäntel oder Taschen genäht.
Heute lebt und arbeitet sie in Berlin.

## Ausstellungen (Auswahl)
- 2012: Museum für Kunst und Gewerbe in Hamburg[3]
- 2012: documenta 13, Kassel[4]

## Auszeichnung
- 2013: KAIROS-Preis, Hamburg[5][6]